# Alexander Gier
Alexander Gier (* 25. November 1981 in Buenos Aires) ist ein deutscher Schauspieler.

## Leben
Alexander Gier studierte zunächst Germanistik, Geschichte und Politikwissenschaft an der Goethe-Universität in Frankfurt am Main, brach sein Studium aber zugunsten einer Schauspielausbildung am Max Reinhardt Seminar in Wien ab, die er von 2002 bis 2006 absolvierte. Nach seiner Schauspielausbildung war er am Landestheater Linz (2006–2008) engagiert und wechselte von dort an das Theater Dortmund (2008–2010). U.a. arbeitete er auch am Grillo-Theater Essen, Wolfgang Borchert Theater Münster, Theater Kosmos Bregenz und bei den Bad Hersfelder Festspielen, Klosterfestspielen Weingarten. Theaterarbeiten entstanden u. a. mit Gerhard Willert, Peter Wittenberg, Michael Gruner, Phillipp Preuss, Hermann Schmidt-Rahmer.
Seit 2010 ist er als freischaffender Schauspieler für Theater, Film und Fernsehen tätig.

## Filmografie
- 2004: 11er Haus
- 2011: Heiter bis tödlich: Nordisch herb
- 2012: Der Sandmann
- 2013: Der Tanz des Jahrhunderts
- 2013–2014: Alles was zählt
- 2014: Die Bergretter
- 2014, 2024: In aller Freundschaft
- 2018: Das Traumschiff – Malediven
- 2023: In aller Freundschaft – Die jungen Ärzte